# Blide

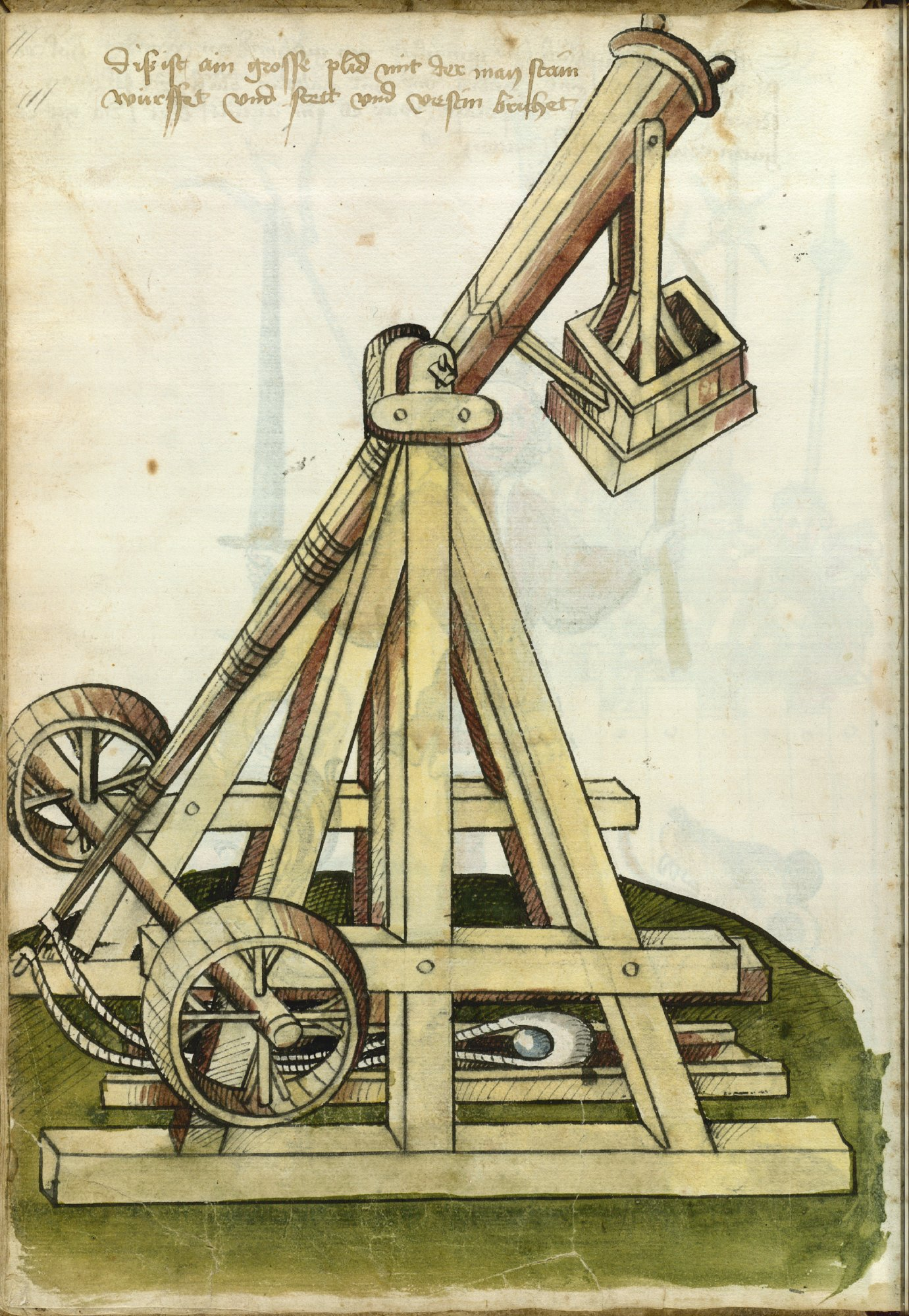
Eine Blide auf Fol. 16v aus Konrad Kyesers Bellifortis-Handschrift Ms. Thott. 290.2º von 1459

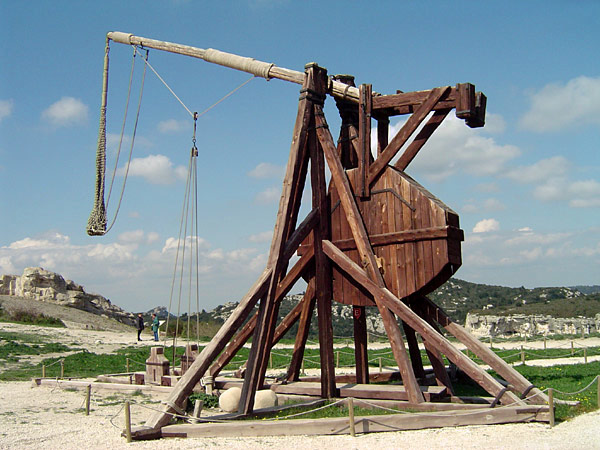
Blide mit beweglichem Gegengewicht im Château des Baux-de-Provence, Frankreich (Rekonstruktion)

Die Blide war die größte und präziseste Wurfwaffe unter den mittelalterlichen Belagerungsgeräten und eine Unterform des Katapults. Andere Bezeichnungen sind Tribok (Mehrzahl Triboke) oder Tribock (Mehrzahl Triböcke) sowie Trebuchet (französisch trébuchet).

## Funktionsweise

Skizze der Funktionsweise

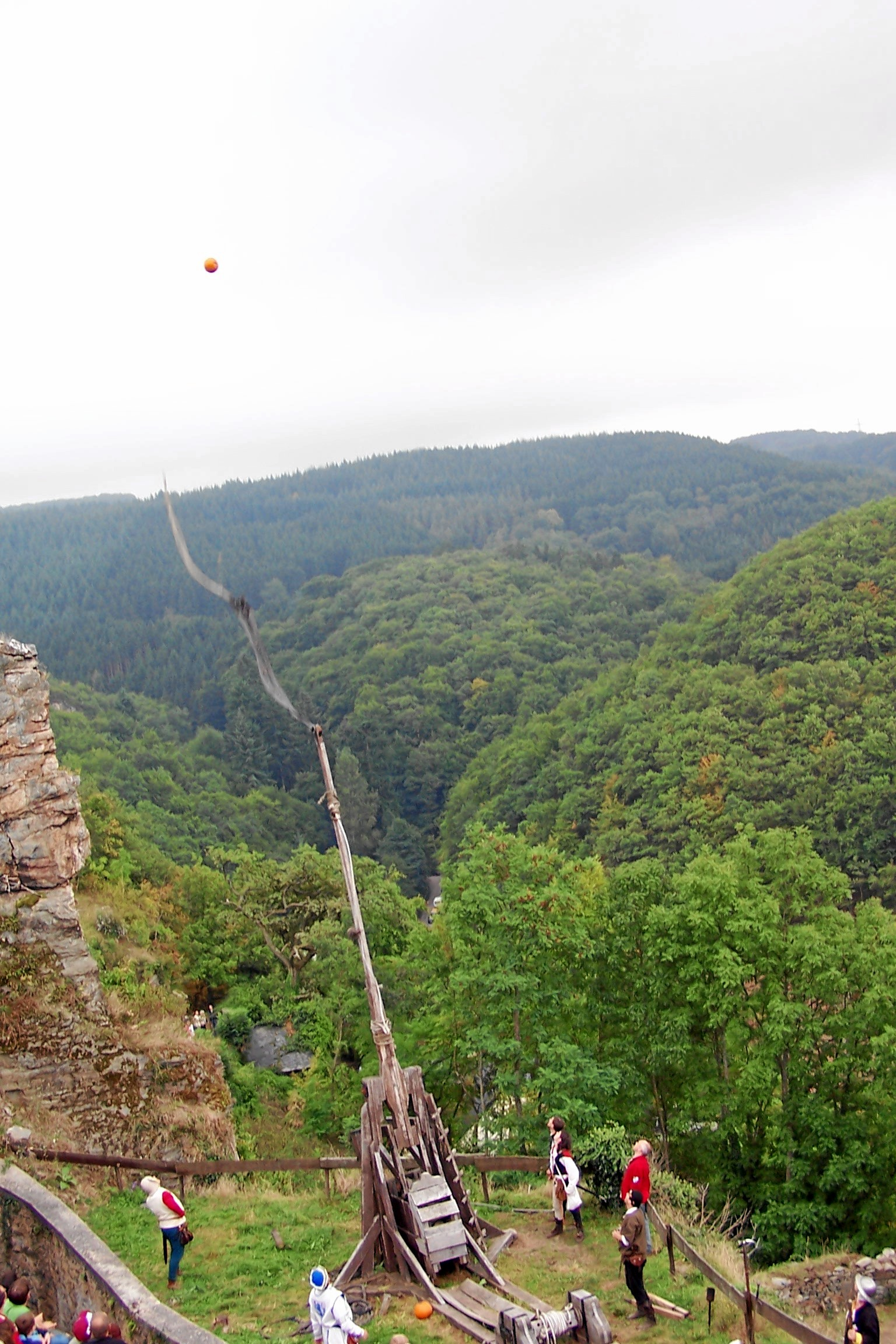
Die Blide (Rekonstruktion) auf Schloss Veldenz schleudert einen Kürbis

Eine Schleuder (Blide) funktioniert unter anderem nach dem Hebelarmprinzip, bei dem ein Gegengewicht auf der kurzen Armseite für die Beschleunigung des Gewichts an der langen Armseite sorgt. Am Ende der langen Armseite ist eine Schlinge angebracht, in der sich das Geschoss befindet. Die Rotation der Schlinge um das Ende des Wurfarmes sorgt für eine zusätzliche Beschleunigung der Geschosse, worauf die teils enorme Reichweite der Blide beruht. Das Verhältnis kurzer zu langer Armseite liegt etwa bei 1:4 bis 1:6. Die Reichweiten können je nach Bauart und Betriebsweise unterschiedlich sein.

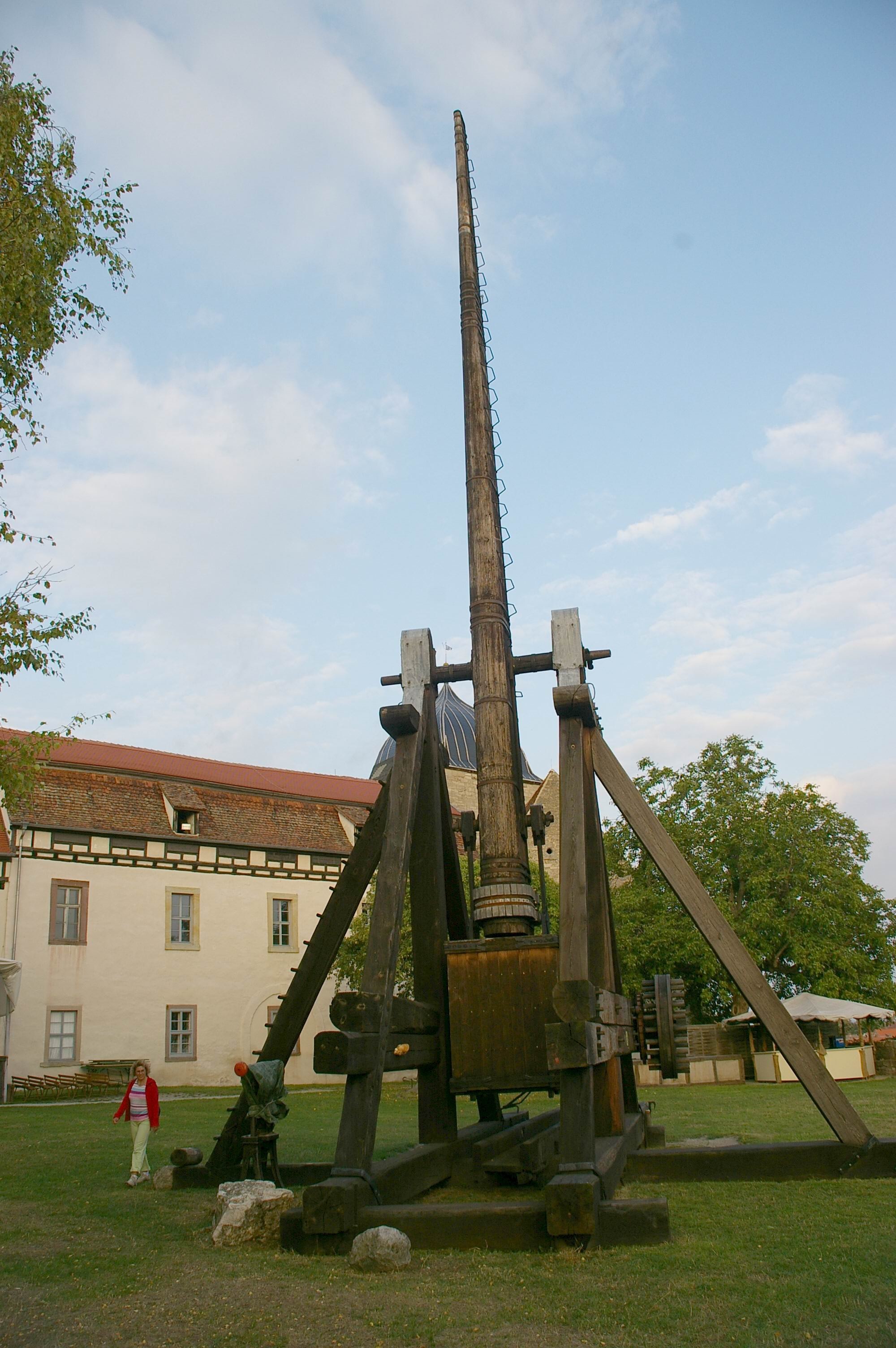
Schussfähiges Trebuchet mit beweglichem Gegengewicht auf der Runneburg, Rekonstruktion 1995–1997

Grundsätzlich unterscheidet man zwischen starrem und beweglichem Gegengewicht. Ein starres Gewicht ist fest mit dem kurzen Armende verbunden und rotiert somit beim Abwurf um die Drehachse. Ein bewegliches Gegengewicht hängt (in einer Kiste o. ä.) am kurzen Armende. Das Gegengewicht folgt der kreisförmigen Bewegung des kurzen Armendes aufgrund der Massenträgheit nur teilweise. Relativ zum kurzen Armende schwenkt das bewegliche Gegengewicht zunächst nach innen und im weiteren Verlauf nach außen. Die Masse von Gegengewichten militärisch genutzter Bliden wird nach wissenschaftlichen Rekonstruktionsversuchen auf bis zu 12 Tonnen geschätzt; Wurfarme von 18 bis 20 m Länge führten zu hohen Reichweiten.
Die mittlerweile zahlreichen Rekonstruktionen veranschaulichen die hohe Effektivität. Es existieren jedoch nahezu keine historischen Pläne oder Originale. Allerdings sind an verschiedenen Orten im Umfeld von Burgen (z. B. Burg Eltz, Magdeburg) Blidenkugeln gefunden worden, die von Belagerungen herrühren. Auf der Burg zu Burghausen gibt es noch einen kompletten Vorratssatz. Die Reichweite von etwa 300 Metern und mehr ist durch historische Quellen und die Situation an den belegten Einsatzstellen von Bliden nachweisbar (z. B. Burg Rheinberg). Aus dem Gewicht der Kugeln – meist etwa 30 Kilogramm – und der Reichweite kann die notwendige Größe und das Gewicht der dazugehörigen Blide berechnet werden. Unter Zuhilfenahme dieser Berechnungen und in Anlehnung an historische Abbildungen sind dann die verschiedenen Rekonstruktionen entstanden. Die Blide am Warwick Castle mit einem Gesamtgewicht von 22 Tonnen und einer Höhe von 18 Metern wirft 15 kg schwere Steine 300 Meter weit. Die Gewichte gefundener Blidensteine betragen zwischen 10 und 120 kg, selten liegen sie unter 15 oder über 150 kg. Gut erforscht ist die Belagerung der Burg Tannenberg im Odenwald im Jahr 1399, von der zahlreiche Kugeln erhalten sind. Dabei wurden Blidenkugeln aus Basalt und Buntsandstein mit einem Mittelgewicht von 55 bis 57 kg von halbschweren Wurfmaschinen verschossen, während die große Frankfurter Steinbüchse Basaltkugeln von 500 bis 550 kg mit einem Durchmesser von 62 bis 68 cm abfeuerte. Meistens weisen die Blidenkugeln an einer Stelle eine Abflachung auf, die das Wegrollen des Steins beim Anziehen der Schleuder verhinderte, indem sie ihn im Schleudersack fixierte. Glatt gerundete Steine waren hingegen oft Munition für Steinbüchsen.

## Militärischer Einsatz
Die Maschine bestand fast vollständig aus Holz und war zerlegt auf Fuhrwerken transportabel. Auch der Neubau aus behauenen Baumstämmen vor Ort war mit einer Mannschaft von ca. einem Dutzend Holzfällern und Zimmerleuten in zwei bis drei Tagen möglich. Einige Bliden waren mit Rädern ausgestattet, um das Justieren und Zielen zu erleichtern. Die Vorstellung von mobilen Bliden, die auf Rädern von Ort zu Ort manövriert wurden, ist falsch.

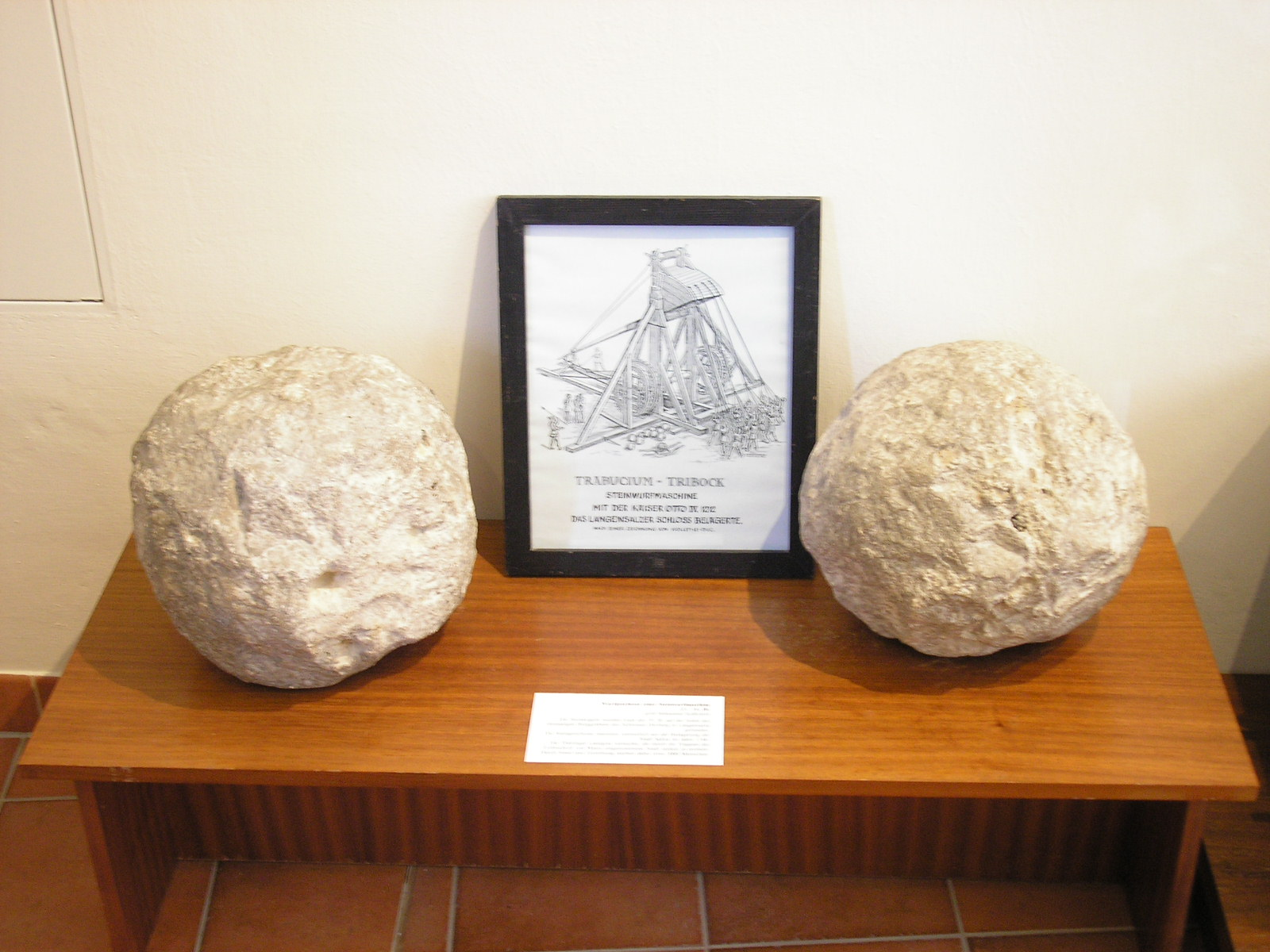
Munition

Für den Einsatz einer Blide war ein ebener und fester Untergrund notwendig. Die Wurfweite wurde durch Verändern der Schlingenlänge oder des Gegengewichtes justiert. Durch den langen Wurfarm konnte man Steine bis zu 450 Meter weit schleudern. Für damalige Verhältnisse stellte das die größte Reichweite aller Wurf- und Schusswaffen dar (Langbogen erreichten gezielt etwa 200 m).
Die Flugbahn des Geschosses einer Blide ließ sich durch unterschiedliche Einstellung des Abwurfwinkels vorwählen. Für maximale Reichweite wählte man einen hohen Bogenwurf, für den größtmöglichen Schaden an Mauern eine flachere Flugbahn. So konnte auf Wehrgänge, Zinnen und Dächer einer belagerten Burg oder aber auf die Burgmauern gezielt werden. Historische Berichte, dass innerhalb von wenigen Tagen die Wehrhaftigkeit einer Feste durch den gleichzeitigen Einsatz mehrerer solcher Waffen entscheidend beeinträchtigt wurde, sind glaubwürdig. Das Spannen und Laden einer Blide mit 15 Tonnen Gegengewicht dauert mit vier Personen in der praktischen Rekonstruktion eine halbe Stunde.
Es wurden anstelle von Steinkugeln auch andere Gegenstände wie z. B. Kadaver oder Pestleichen in die feindlichen Festungen geschleudert, um den Gegner einzuschüchtern, Nahrungsvorräte belagerter Städte zu verunreinigen oder die Belagerten mit Krankheiten zu infizieren.
Im Mittelmeerraum gab es diese Waffe (längs eingebaut) auch auf Schiffen, wobei das Gegengewicht durch eine Öffnung im Deck bis fast zum Kiel herunter schwang.

Modell nach Kölderer und Bellifortis

 Auf historischen Zeichnungen wie in „Bellifortis“ von Konrad Kyeser von Eichstätt 1405 oder von Jörg Kölderer 1507 sind außer Rahmen, Wurfarm und Gegengewicht noch weitere Elemente nachweisbar. Leitern an beiden Seiten dienen unter anderem dem Bereitmachen der Schlinge nach dem Wurf. Zum Spannen sind entweder große Handräder oder Treträder gezeichnet. In mittelalterlichen Kränen wurden mit Treträdern große Lasten bewegt, und auch die erhebliche Kraft zum Spannen einer großen Blide kann mit einem Doppeltretrad leicht erzeugt werden. Eine Rinne, in der der Stein die ersten Meter geführt wird, ermöglicht erst die Präzision der Blide. Eine seitliche Verschiebung der Rinne erlaubt in Grenzen auch die Veränderung des Einschlagortes, ohne gleich die gesamte Blide bewegen zu müssen. Auf fast allen historischen Zeichnungen ist das Traggestell schräg und liegt in Höhe der Achse direkt am Wurfarm an. Weil besonders bei einem beweglichen Gegengewicht dieses am Umkehrpunkt auf kurzem Weg abgebremst wird, kann die Achse nicht freitragend sein, da in diesem Moment ein Mehrfaches der Masse auf die Achse wirkt. Nach unten hin werden die Rahmen breiter, damit das Gegengewicht, das Platz zum Schwingen benötigt, auch genügend groß und damit schwer sein kann.

## Geschichte

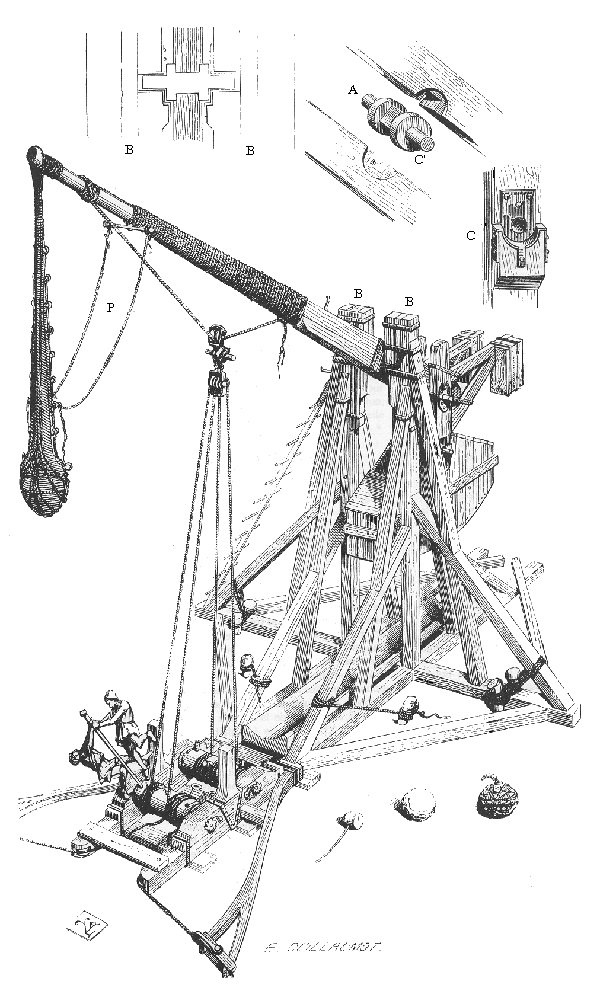
Trébuchet/Blide aus dem 12. Jh. (zeichnerische Rekonstruktion)

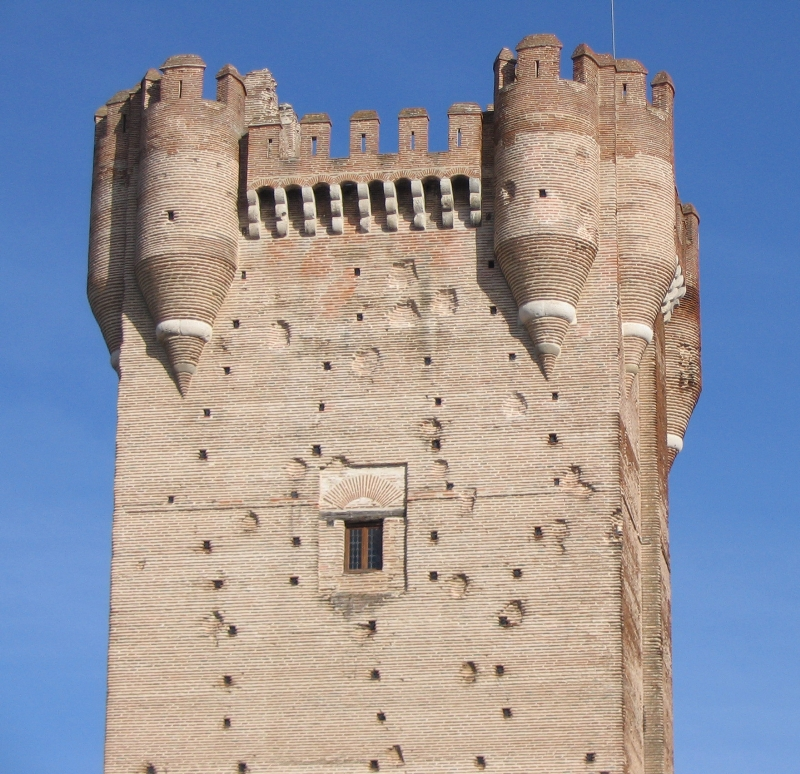
Einschlagslöcher von Blidenkugeln am Castillo de La Mota in Medina del Campo

In Mitteleuropa trat die Blide ab etwa 1200 auf. Wahrscheinlich handelte es sich um eine byzantinische Entwicklung, die von Kreuzfahrern und Arabern übernommen wurde. Bei den Belagerungen von Lissabon (1147) und Neapel (1191) kamen Bliden ebenfalls schon zum Einsatz. Vorgänger war die in Mitteleuropa bereits seit dem 10. Jahrhundert nachweisbare Zugblide, bei der bis zu 50 Mann mit Seilen den kurzen Hebelarm ruckartig nach unten zogen. Aufgrund der geringeren Zugkraft von Menschen gegenüber einem wahrscheinlich bis zu über 15 Tonnen schweren Gegengewicht bei der Blide konnte die Zugblide nur Geschosse deutlich geringeren Gewichts verschießen. Außerdem war sie weniger präzise, da die Zugleistung der Mannschaft von Wurf zu Wurf variierte. Weitere Vorgängermodelle waren die sehr viel kleineren Mangen, die den antiken Ballisten entsprachen.
Bau und Bedienung einer Blide setzten großes Fachwissen voraus. Der „Blidenmeister“ war ein gut ausgebildeter Spezialist (die Familie des Nürnberger Malers Hans Pleydenwurff dürfte von einem solchen abstammen). Aufgrund der hohen Kosten für Herstellung, Unterhaltung und Nutzung von Bliden wurden sie in der Regel von wohlhabenden Reichs- oder Hansestädten oder von Residenzstädten mächtiger Reichsfürsten unterhalten. Vereinzelt waren sie auch auf Burgen vorhanden.
In Wolfram von Eschenbachs Willehalm (um 1200) wird ein „drîbock“ (111,9) im Zusammenhang mit anderen Belagerungsmaschinen erwähnt – dies ist der früheste Beleg für diese Maschine. Nach Auskunft der „Marbacher Annalen“ wurde sie zum ersten Mal von Kaiser Otto IV. bei der Belagerung der Stadt Weißensee (Thüringen) und der dortigen Runneburg im Jahr 1212 eingesetzt. In der 1289/90 durch Rudolf von Habsburg zerstörten Wysburg in Thüringen wurden 37 Blidenkugeln gefunden. Durch Blidensteine wurden bei Belagerungen auch bisweilen militärische Anführer getötet, so etwa 1218 Simon de Montfort, 1347 Konrad II. von Schlüsselberg oder 1385 Albrecht von Sachsen-Wittenberg.
Viele mittelalterliche deutsche und europäische Städte verfügten über Blidenhäuser, große hallenartige Gebäude, in denen die Wurfmaschinen gebaut, gelagert und gewartet wurden. Bisweilen erinnern Namen wie die Bliedenstraße in Wismar, Bleydengasse oder Bleigasse daran. Manche Blidenhäuser wurden nach Ausmusterung der Bliden im 15. Jahrhundert in Zeughäuser umgewandelt, den Blidenmeistern folgten die Zeugmeister.
Die größte rekonstruierte Blide befindet sich im Freilichtmuseum Middelaldercentret Nykøbing im süddänischen Nykøbing Falster.
Die israelische Armee setzte im Juni 2024 Bliden ein, um brennendes Material über die Grenze zum Südlibanon zu werfen.

## Spiele
Im Echtzeit-Strategiespiel Age of Empires II ist die Blide (genannt Trebuchet bzw. Tribok) eine spielerisch wichtige Waffe, die den Spielverlauf maßgeblich beeinflussen kann.
Auch in den Stronghold-Spielen findet die Waffe oftmals Verwendung.
Im Mittelalter-Rollenspiel Kingdom Come: Deliverence wird gegen Ende der Hauptmissionen eine Blide (genannt Tribok) von Meisterkonstrukteur Tobias Feyfar gebaut, um die Festung von Talmberg, die sich zeitweilig in der Hand des Hauptantagonisten befindet, zu schleifen.

## Dokumentation
- Wunderbauten der Geschichte: Bollwerke des Mittelalters. Dokumentation. zdfinfo, abgerufen am 10. März 2024 (Eine Produktion von Off the Fence für CuriosityStream 2021 in Zusammenarbeit mit PLANETE+ und ZDFinfo, Copyright der Synchronfassung ZDF 2021. Ein Film von Darren New. Funktionsweise der Blide von Minute 21:30 bis 23:30. Unter Mitwirkung von Dr. Marc Morris und Alex Knight).